# Discesa infinita
La discesa infinita è un tipo di dimostrazione matematica per assurdo, usata soprattutto in teoria dei numeri, applicabile nel caso di teoremi validi solo per gli interi positivi. È una variante della dimostrazione per induzione.

## Il principio della discesa infinita
Sia {\displaystyle \{a_{n}\}\in \mathbb {N} } una successione di numeri naturali debolmente decrescente. Allora {\displaystyle a_{n}} è costante da un certo punto in poi.
Applicando questo metodo, se si vuole dimostrare che una proposizione è falsa, si suppone che essa sia valida per un certo n; se si riesce a dimostrare che questo implica che essa sia valida anche per un altro intero m minore di n abbiamo completato la nostra dimostrazione: ripetendo infatti il ragionamento, esisterebbe un terzo numero p minore di m per cui vale ancora la proposizione; iterando questo ragionamento si ottiene che esistono infiniti numeri interi positivi minori di n che la verificano. Questo è assurdo (per il principio del buon ordinamento), e quindi la proposizione è falsa.
Un altro modo per vedere la dimostrazione è pensare che se esiste un insieme composto da alcuni numeri n che godono di una certa proprietà allora deve esistere il minimo. Ma il fatto che, una volta  preso il minimo, se ne possa trovare uno più piccolo contraddice la nostra ipotesi.
Questo tipo di dimostrazione fu inventato da Pierre Fermat attorno al 1630, e fu da lui usata per dimostrare un caso particolare dell'ultimo teorema di Fermat, in particolare per n = 4.

## Applicazioni
Una semplice applicazione di questo metodo permette di dimostrare che l'equazione diofantea {\displaystyle x^{2}+y^{2}=3(z^{2}+w^{2})} non ha soluzioni in numeri interi (esclusa la soluzione banale {\displaystyle x=y=z=w=0)}: se infatti ne esistesse una {\displaystyle (x_{0},y_{0},z_{0},w_{0})}, allora si avrebbe {\displaystyle x_{0}^{2}+y_{0}^{2}\equiv 0\mod 3} (con le notazioni dell'aritmetica modulare), e questo è possibile solamente se sia {\displaystyle x_{0}} che {\displaystyle y_{0}} sono divisibili per 3; quindi ponendo
{\displaystyle x_{0}=3x_{1},~y_{0}=3y_{1}}
e sostituendoli nell'equazione originaria, abbiamo
{\displaystyle (3x_{1})^{2}+(3y_{1})^{2}=3(z_{0}^{2}+w_{0}^{2})}
{\displaystyle 3(x_{1}^{2}+y_{1}^{2})=z_{0}^{2}+w_{0}^{2}}
che è ancora un'equazione nella forma precedente. Anche in questo caso {\displaystyle z_{0}} e {\displaystyle w_{0}} sono multipli di 3, e quindi
{\displaystyle x_{1}^{2}+y_{1}^{2}=3(z_{1}^{2}+w_{1}^{2})}
e quindi {\displaystyle (x_{1},y_{1},z_{1},w_{1})} è ancora una soluzione dell'equazione, in cui ogni componente della soluzione è minore della componente corrispondente della soluzione precedente. Quindi per la discesa infinita non possono esserci soluzioni.